# Százados
Százados ou quartier de Százados út (en hongrois : Százados úti negyed)  est un quartier situé dans le 8e arrondissement de Budapest. Il s'agit d'un ensemble mixte mêlant maisons mitoyennes, petits ensembles résidentiels et friches industrielles (notamment l'ancienne fabrique de pain). Ce quartier est particulièrement isolé, coincé entre une usine de pneus, le cimetière national de Fiumei út, les emprises ferroviaires de la gare de Budapest-Keleti et le quartier des stades. Il présente au moins deux intérêts historiques notables : il est d'une part un témoin précieux des lotissements construits pour accueillir les fonctionnaires hongrois qui ont rejoint Budapest après le traité de Trianon ; on y trouve d'autre part l'une des plus anciennes colonies d'artistes encore en fonctionnement en Europe : celle de Százados út.

## Périmètre
Selon l'arrêté du 12 décembre 2012 (94/2012. (XII. 27.), annexe 31) de l'assemblée métropolitaine de Budapest, le périmètre du quartier est le suivant : Asztalos Sándor út-Kerepesi út-Hungária körút-Voies ferrées de la MÁV.